# Passada

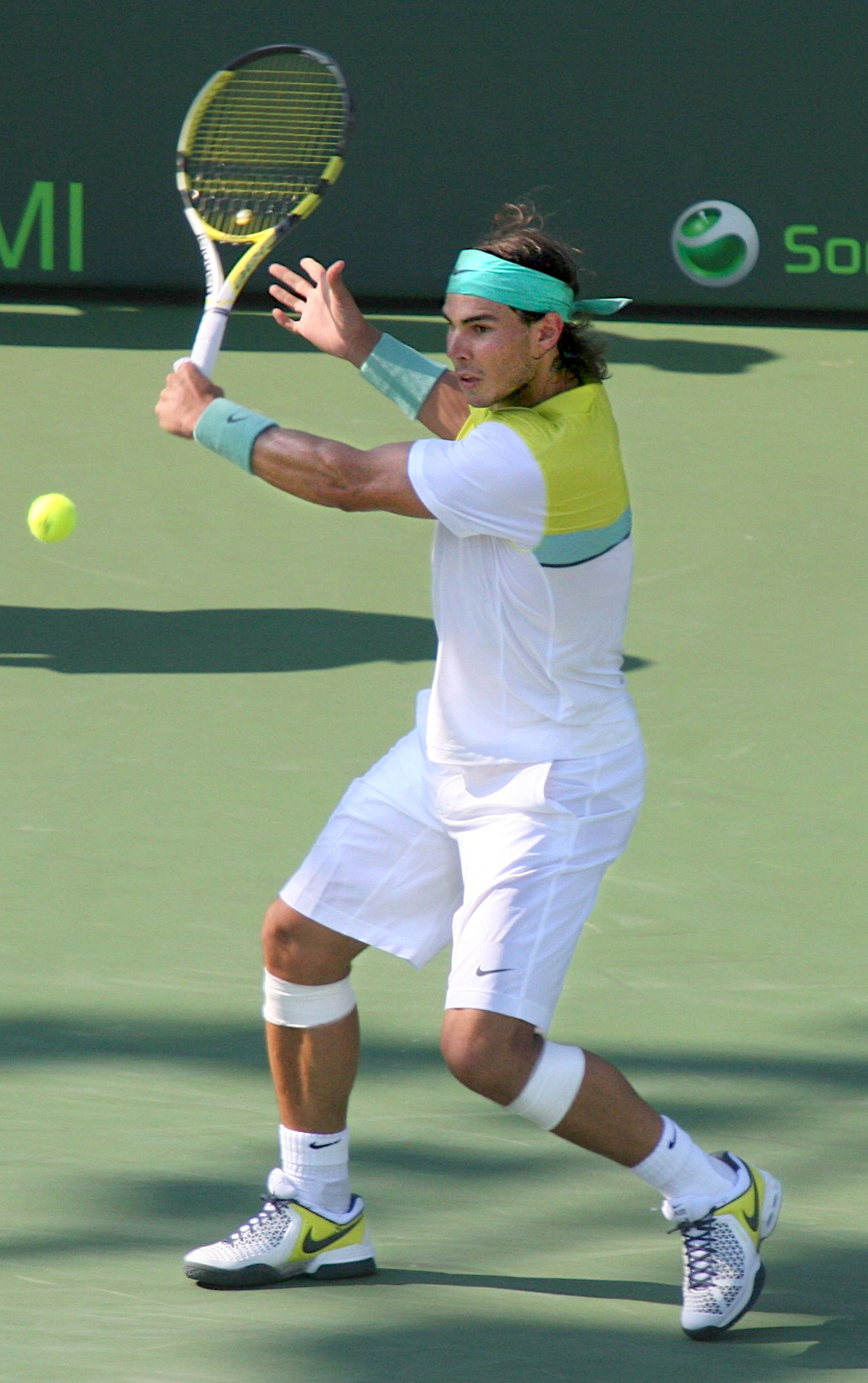
Rafa Nadal (2009). Nadal é um especialista em passadas; eles são uma parte importante do seu estilo de jogo.

Uma passada é um golpe muito forte, como no tênis ou no handebol da equipe, que viaja para um lado fora do alcance do oponente. No tênis, este tiro é geralmente um groundstroke e é usado quando o oponente está correndo para a rede ou se ele já está na rede. A alternativa a um tiro de passe é arremessar a bola sobre a cabeça do adversário. O objetivo da passada no tênis é impedir que o adversário retorne a bola quando estiver na rede.

## Estratégia
No tênis, existem 3 maneiras principais de executar um passe efetivo: acertar um retorno rápido, acertar uma bola angulada e blefar.
Retorno rápido O retorno rápido é provavelmente a forma mais simples e comum de passar o tiro. Como o oponente tem um tempo de reação mais curto quando está na rede em comparação com a linha de base, um retorno rápido pode pegá-lo de surpresa ou torná-lo incapaz de reagir com rapidez suficiente. Um retorno rápido é geralmente jogado com grande poder, o mais angular possível, seja na quadra ou na linha de baixo. Para ser capaz de acertar tal tiro, o jogador deve ter um forehand ou backhand muito forte e plano, e nem todos os jogadores são capazes de executar um tiro tão bom. Os jogadores que estão aptos a usar o ritmo para executar passes que passam incluem Andre Agassi, Novak Djokovic e Serena Williams .
Tiro angular Em comparação com o retorno rápido que usa a velocidade para pegar o adversário desprevenido, os tiros angulares devem ser mais sutis, mas são mais difíceis de serem executados. No entanto, se executado corretamente, é provavelmente a maneira mais eficiente de acertar uma passada. Envolve bater a bola no ângulo mais agudo possível, geralmente na quadra, de tal forma que a bola cai bem na frente da rede, mas salta para o lado, tornando impossível para o adversário devolver a bola. Para acertar em tal ângulo, geralmente é necessário muito giro na bola, além de um toque suave. Assim, jogadores que podem executar tiros em ângulo bem são geralmente jogadores que estão familiarizados com o uso de muitas jogadas de alto nível, como Rafael Nadal, Novak Djokovic e Roger Federer, que é famoso por acertar os passes em ângulo do meio-volley . Geralmente, considera-se que Chris Evert teve uma das melhores jogadas de passes na história do jogo, acertando suas tacadas com precisão contra jogadores de saque e vôlei .
Blefar Bluffing é provavelmente a maneira mais difícil de executar um passe e requer um bom toque, bem como a capacidade de "confundir" bem o adversário. Quando na rede, o adversário muitas vezes toma nota da direção que o outro jogador está olhando, a fim de adivinhar em qual direção ele vai bater e antecipar antecipadamente. Isso pode ser explorado pelo blefe. Blefar envolve olhar em uma direção para fazer o oponente pensar que o tiro será jogado naquela direção, então enquanto mantém o resto do corpo inclinado para essa direção, a bola é atingida suavemente na direção oposta, efetivamente passando o oponente. No entanto, isso dificulta a execução, pois é preciso acertar a bola sem olhar na direção em que se quer acertar, dificultando a mira com precisão. Esta é a maneira mais rara de executar um tiro que passa, e só foi visto ocasionalmente por jogadores como Roger Federer .
Alguns dos jogadores de tênis notáveis qualificados em passar tiros são:
- Chris Evert
- Martina Navratilova
- Steffi Graf
- Monica Seles
- Serena Williams
- Maria Sharapova
- Justine Henin
- Martina Hingis
- Novak Djokovic
- Jimmy Connors
- Roger Federer
- Rafael Nadal
- Andy Murray
- Andre Agassi
- Björn Borg
- Ivan Lendl
- Gaël Monfils
- Stanislas Wawrinka
- Pete Sampras